# Andreas Schlüter (Jurist)

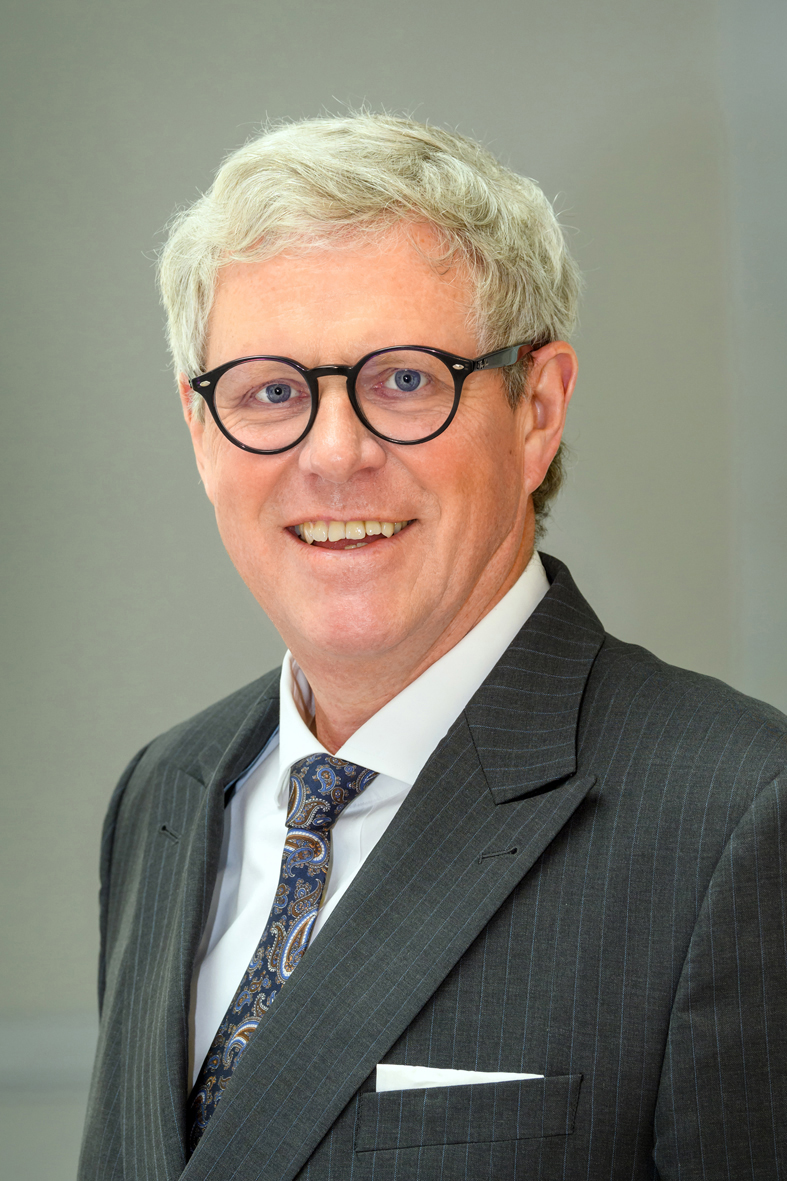
Andreas Schlüter, vor 2020

Andreas Schlüter (* 21. August 1956 in Bielefeld) ist ein deutscher Jurist. Er war von 2005 bis 2021 Generalsekretär des Stifterverbandes für die Deutsche Wissenschaft in Essen. Er ist auf deutsches und internationales Stiftungsrecht spezialisiert. Er lehrt als außerplanmäßiger Professor an der rechtswissenschaftlichen Fakultät der Universität zu Köln.

## Biografie
Andreas Schlüter studierte Jura und Betriebswirtschaftslehre. Noch während seiner Promotion stieg er 1986 beim Bertelsmann-Konzern ein, zunächst als Assistent des Vorstandsvorsitzenden. 1988 wurde er Personalreferent und im darauffolgenden Jahr Personalchef der Bertelsmann Industriegruppe. Zusätzlich führte er von 1992 an als kaufmännischer Leiter die Mohndruck Graphischen Betriebe. Von 1995 bis 2000 war er Geschäftsführer der gemeinnützigen Bertelsmann Stiftung und Mitglied des Beirats.
Schlüter ist Rechtsanwalt und seit 2014 in der DSZ-Rechtsanwaltsgesellschaft mit Sitz in Essen, München und Hamburg tätig. Das Thema Stiftungen und internationales Stiftungsrecht blieb weiter auf seiner Agenda. Schlüters 2003 angenommene Habilitationsschrift thematisierte das „Stiftungsprivatrecht zwischen Privatautonomie und Gemeinwohlbindung“. Seit 2003 lehrt Schlüter an der Rechtswissenschaftlichen Fakultät der Universität Köln, zunächst als Privatdozent, von 2008 an als außerplanmäßiger Professor. Er ist Autor und Herausgeber zahlreicher Veröffentlichungen zum bürgerlichen Recht, insbesondere Stiftungsrecht sowie zum Handels- und Wirtschaftsrecht.
2004 wurde er Generalsekretär des Goethe-Instituts, um nach einem Jahr die Position des Generalsekretärs beim Stifterverband einzunehmen. Schlüter ist verheiratet und hat drei Kinder.

## Publikationen (Auswahl)
- Zusammen mit Stefan Stolte: Stiftungsrecht. Erscheinungsformen und Errichtung der Stiftung, Stiftungsaufsicht, Verwaltung des Stiftungsvermögens, Stiftungssteuerrecht, Rechnungslegung und Publizität, internationales Stiftungsrecht. 3. Auflage, 2016, ISBN 978-340661-213-8
- Schlüter (u. a.): Modell unternehmensverbundene Stiftung. Status quo – Gestaltungsmöglichkeiten – Nachfolgelösung (= Edition Stiftung&Sponsoring, Band 2). Erich Schmidt Verlag, Berlin 2018, ISBN 9783503181216
- Stiftungsrecht zwischen Privatautonomie und Gemeinwohlbindung. Ein Rechtsvergleich Deutschland, Frankreich, Italien, England, USA. München 2003, ISBN 9783406519239
- Management- und Consulting-Verträge. Die Vertragstechnik des internationalen Transfers von Betriebsführungs- und Beratungsleistungen. Berlin 1987, ISBN 9783110111934
- Zusammen mit Peter Strohschneider: Bildung? Bildung! Berlin-Verlag, 2009, ISBN 9783827008497
- Herausgeber: Stifter und Staat. Ausgewählte Beiträge zu Geschichte und Gegenwart des Stiftungswesens. Essen 2006, ISBN 9783452320384